# Saint-Laurent-de-la-Salanque
Saint-Laurent-de-la-Salanque – miejscowość i gmina we Francji, w regionie Oksytania, w departamencie Pireneje Wschodnie. Przez miejscowość przepływa rzeka Agly. 
Według danych na rok 1990 gminę zamieszkiwało 7186 osób, a gęstość zaludnienia wynosiła 580 osób/km² (wśród 1545 gmin Langwedocji-Roussillon Saint-Laurent-de-la-Salanque plasuje się na 34. miejscu pod względem liczby ludności, natomiast pod względem powierzchni na miejscu 635.). 